# Eddie Vedder
Eddie Vedder, ameriški glasbenik, pevec in kitarist, * 23. december 1964, Chicago, Illinois, ZDA.
Vedder je glavni pevec in frontman grungevske glasbene skupine iz Seattla Pearl Jam. Igra tudi kitaro in občasno ukulele.
Skupini Pearl Jam se je pridružil, ko je pevec skupine Mother Love Bone Andrew Wood umrl zaradi prevelikega odmerka mamil.
Nanj so vplivali zlasti glasbeniki kot so Neil Young, The Who, in The Doors. Je velik oboževalec skupine The Ramones in je pod tujim imenom odšel z njimi celo v Argentino, kjer se je skupina s turnejo »Adiós Ramones« poslovila od glasbene scene. 
Sodeloval je tudi z mnogimi drugimi slavnimi glasbeniki kot so Bruce Springsteen, U2, Tom Petty, Crowded House, Robert Plant, Bad Religion, R.E.M., Rolling Stones, The Strokes, Kings Of Leon, Sonic Youth, Nusrat Fateh Ali Khan, Supersuckers, Ramones in Ben Harper.
Jeseni 2004 je kot član skupine Pearl Jam sodeloval na koncertni turneji Vote for Change zoper izvolitev ameriškega predsednika George W. Busha na predsedniških volitvah.
V pesmih izraža svoj pogled na svet in mu ni mar za kritike. Na koncertih rad izkoristi priložnost in pred množico oboževalcev izrazi svoje politično stališče.

## Osebno življenje
Rodil se je leta 1964 kot Edward Louis Severson III. Velik del otroštva je živel v prepričanju, da je njegov očim (s priimkom Müller) njegov pravi oče. Pozneje se je preimenoval in prevzel materin dekliški priimek Vedder. O tem neprijetnem spoznanju govori tudi pesem Alive. 
Vedder se je leta 1995 poročil z dolgoletno prijateljico Beth Liebling. Ločila sta se leta 2000. Trenutno živi z nekdanjo manekenko Jill McCormick. Imata hčer Olivio, rojeno junija 2004. 
Je nestrpno zavzet okoljevarstveni aktivist kar kaže njegov tatoo na mečih Earth First!, znak ki predstavlja ključ (francoz) in kladivo. Eddie je zaprisežen vegetarijanec. Obožuje ameriškega pisatelja Kurta Vonneguta. 
Znan je tudi po tem da zelo nerad daje intervjuje. Leta 1993 so njemu in metalcu bejzbola Jack Mcdowellu zaradi pijančevanja in kaljenja miru odvzeli prostost. Vedder je znan tudi po tem, da rad deska.
Njegov najznamenitejši rek: Ne potrebujem drog. Življenje je že tako ali tako dovolj žalostno.